# 劉三畏
劉三畏（1501年—？），字少欽，山東青州府昌樂縣人，軍籍，明朝政治人物。

## 生平
嘉靖十年（1531年）辛卯科山東鄉試第三十名舉人。嘉靖十七年（1538年）中式戊戌科進士。二十一年五月由行人選刑科給事中，因決重囚事，十月降陝西承宣布政使司照磨。歷陞南京禮部主事，以丁憂歸。

## 家族
曾祖劉貞，州判官；祖父劉惠；父劉士弘，州判官。母趙氏；繼母張氏。慈侍下。弟三近、三善。